# Lưới (nhóm)

Một lưới trong mặt phẳng Euclid.

Trong hình học và lý thuyết nhóm, một lưới trong {\displaystyle \mathbb {R} ^{n}} là một tập hợp gồm tất cả các tổ hợp tuyến tính nguyên của một số hữu hạn các véc-tơ độc lập tuyến tính cho trước. Thông thường, người ta yêu cầu một lưới phải đầy đủ số chiều, tức là các véc-tơ độc lập tuyến tính trên tạo thành một cơ sở của {\displaystyle \mathbb {R} ^{n}}.

## Ví dụ
Một ví dụ đơn giản về lưới trong {\displaystyle \mathbb {R} ^{n}} là nhóm con {\displaystyle \mathbb {Z} ^{n}}.

## Đối thể tích
Một lưới {\displaystyle \Lambda } trong {\displaystyle \mathbb {R} ^{n}} có dạng
{\displaystyle \Lambda =\left\{\left.\sum _{i=1}^{n}a_{i}v_{i}\;\right\vert \;a_{i}\in \mathbb {Z} \right\}}
trong đó {v1,..., vn } là một cơ sở của {\displaystyle \mathbb {R} ^{n}}. Ta có thể chọn nhiều cơ sở khác nhau, nhưng trị tuyệt đối của định thức của các véc-tơ vi được xác định duy nhất bởi lưới và được ký hiệu là d(Λ). Coi như lưới {\displaystyle \Lambda } chia {\displaystyle \mathbb {R} ^{n}} thành các khối đa diện bằng nhau (các bản sao của một hình bình hành n chiều, được gọi là miền cơ bản của lưới), thế thì d(Λ) bằng với thể tích n chiều của khối đa diện này. d(Λ) được gọi là đối thể tích của lưới trên. Nếu giá trị này bằng 1, lưới được gọi là đơn mo-đu-la.

## Liên hệ vớicấu trúc tinh thể
Một mạng tinh thể là một lưới trong không gian ba chiều. Một ô đơn vị là một cách chọn các véc-tơ cơ sở, và hệ tinh thể của mạng là nhóm đối xứng của lưới này.